# Europeisk film

Europeiska filmakademin Logo

Filmkonsten har sitt ursprung i Europa och uppstod i biografform på 1890-talet med bland annat bröderna Lumières kortfilmsvisningar i Frankrike efter äldre tiders bildåtergivande former (se vidare Filmens historia).
Den europeiska filmen har, jämfört med den dominerande amerikanska, rykte om sig att vara mer liberal vad gäller nakenhet och sexualitet, men också mindre liberal vad gäller våld. En annan skillnad är att europeisk film oftast har finansiellt stöd av staten, varför den också haft större utrymme att utveckla en mer personlig, konstnärligt inriktad form med ofta större konstnärlig frihet i motsats till den mer kommersiellt inriktade underhållningsindustrin.
Några viktiga europeiska filmrörelser är tysk expressionism, Italiensk neorealism, franska nya vågen, polska filmskolan, den nya tyska filmen, Dogma 95 och den tjeckoslovakiska nya vågen.
Många av den europeiska filmens framträdande utövare samlas i Europeiska filmakademin, som också årligen utdelar filmpriser, European Film Awards.

## Några europeiska filmfestivaler
- Berlins filmfestival
- Filmfestivalen i Cannes
- Filmfestivalen i Karlovy Vary
- Filmfestivalen i Krakow
- Internationella filmfestivalen i Locarno
- Moskvas internationella filmfestival
- Rotterdams internationella filmfestival
- Filmfestivalen i San Sebastián
- Internationella filmfestivalen i Thessaloniki
- Filmfestivalen i Venedig
- Stockholms filmfestival
- Göteborgs filmfestival
- BUFF Filmfestival i Malmö

## Europeiska filmorganisationer och verksamheter
- Europeiska filmakademin
- IMAGO – European Federation of Cinematographers

## Några framstående europeiska spelfilmskapare (olika kategorier)
- Ingmar Bergman
- Milos Forman
- Federico Fellini
- Roman Polanski
- Bröderna Lumière
- Bröderna Taviani
- Ettore Scola
- Carl Theodor Dreyer
- François Truffaut
- Andrzej Wajda
- Alfred Hitchcock
- Charlie Chaplin
- Jean-Luc Godard
- Louis Malle
- Rainer Werner Fassbinder
- Bo Widerberg
- Michelangelo Antonioni
- Jean Renoir
- Victor Sjöström
- Richard Attenborough
- Luis Buñuel
- Bille August
- Lasse Hallström
- David Lean
- Peter Greenaway
- Pier Paolo Pasolini
- Sergio Leone
- Jacques Tati
- Margarethe von Trotta
- Lars von Trier
- Werner Herzog
- Sven Nykvist
- Bernardo Bertolucci
- Wim Wenders
- Vittorio De Sica
- Volker Schlöndorff
- Eric Rohmer
- Kenneth Branagh
- Roberto Rossellini
- Franco Zeffirelli
- Luchino Visconti
- Gillo Pontecorvo
- Dino De Laurentiis
- Giuseppe Tornatore
- Fritz Lang
- Georges Méliès
- Jan Troell
- Mai Zetterling
- Marcel Carné
- Jean Vigo
- Claude Chabrol
- Robert Bresson
- Jacques Rivette
- Roger Vadim
- Jacques Demy
- Alain Resnais
- Luc Besson
- Jiri Menzel
- Georg Wilhelm Pabst
- Andrej Tarkovskij
- Sergei Eisenstein
- Nikita Michalkov
- Krzysztof Kieślowski
- Manoel de Oliveira
- Pedro Almodóvar
- Otto Preminger
- Max Ophüls
- Michael Haneke
- Emir Kusturica
- Hrafn Gunnlaugsson
- Theo Angelopoulos
- István Szabó
- Tonino Guerra
- Giuseppe de Santis
- Agnieszka Holland
- Agnès Varda
- Bertrand Tavernier
- Ken Loach

## Några framstående europeiska dokumentär- och experimentfilmare
- Eric M Nilsson
- Stefan Jarl
- Arne Sucksdorff
- Jean Cocteau
- Leni Riefenstahl

## Några framstående europeiska filmskådespelare
- Greta Garbo
- Ingrid Bergman
- Jeanne Moreau
- Brigitte Bardot
- Jean Gabin
- Erland Josephson
- Max von Sydow
- Liv Ullmann
- Stellan Skarsgård
- Pernilla August
- Lena Olin
- Anna Q. Nilsson
- Ghita Nørby
- Bibi Andersson
- Harriet Andersson
- Gérard Depardieu
- Laurence Olivier
- Ingrid Thulin
- Peter O'Toole
- Minnie Driver
- Juliette Binoche
- Michael Redgrave
- Vanessa Redgrave
- Nastassja Kinski
- Claudia Cardinale
- Sophia Loren
- Marcello Mastroianni
- Giulietta Masina
- Catherine Deneuve
- Catherine Zeta-Jones
- Anthony Hopkins
- Vivien Leigh
- Charlotte Gainsbourg
- Gina Lollobrigida
- Bruno Ganz
- Fanny Ardant
- Charlotte Rampling
- Isabelle Huppert
- Louis Jouvet
- Isabelle Adjani
- Daniel Auteuil
- Emmanuelle Béart
- Vittorio Gassman
- Michael Caine
- Julie Christie
- Michel Piccoli
- Erich von Stroheim
- Alec Guinness
- Melina Mercouri
- Irene Papas
- Maurice Chevalier
- Silvana Mangano
- Kristin Scott Thomas
- Kate Winslet
- Derek Jacobi
- Dirk Bogarde